# Malešov
Malešov – miasteczko i gmina w Czechach, w powiecie Kutná Hora, w kraju środkowoczeskim. Według danych z dnia 1 stycznia 2013 liczyła 981 mieszkańców.
W Miejscowości znajduje się stacja kolejowa Malešov.